# Прапор Каховського району
Пра́пор Кахо́вського райо́ну — офіційний символ Каховського району Херсонської області, затверджений 23 липня 2008 року рішенням № 318 22 сесії Каховської районної ради 5 скликання. Автор проекту прапора — Денисюк Тетяна Олександрівна.

## Опис
Прапор являє собою прямокутне полотнище зі співвідношенням сторін 2:3, яке складається з трьох горизонтальних смуг (1:2:1): блакитної, жовтої та червоної. На древковій частині жовтої смуги вміщено герб району.
Герб району — це блакитний щит, на якому розташовано золоте сонце, що сходить над срібним символічним каналом. На верхній частині щита розміщено три золоті зірки, середня більша за розміром, а бокові — менші.

## Символіка
- Блакитний колір — символ безхмарного неба, води, життя, чистоти та щирості.
- Жовтий колір символізує щедрість ланів та навколишні поля золотистої пшениці (багатство, справедливість).
- Червоний означає зв'язок поколінь, зв'язок з історією в часи козаччини, громадянської та німецько-радянської війн.